# オウギカズラ
オウギカズラ（扇葛、学名: Ajuga japonica Miq.）は、シソ科キランソウ属に分類される多年草の1種。和名は葉や走出枝の姿に由来する。

## 特徴
高さ8-20 cm。茎はまばらに多細胞の縮れ毛があり、花のあと根もとの節から長く地をはう走出枝を出して広がる。葉は対生し、5角状心形で不ぞろいの浅い切れ込みがあり、鋸歯は粗い波状、長さ2-5 cm、幅1.5-3.5 cm、葉柄は長さ2-5cm、走出枝につく葉はやや小型。葉腋の上部にややまばらに、長さ約2.5 cmの薄紫色の花をややまばらにつける。萼は5裂し、裂片は鋭尖頭。花冠に長い筒があり、上唇は2裂し長さ約4 mm、下唇は3裂して開出し、中央裂片は大きく、さらに2裂し長さ約7 mm。白色の花をつける品種として、シロバナオウギカズラ（白花扇葛、学名：Ajuga japonica Miq. f. albiflora Honda）が知られている。花期は4-5月。果実は分果で、倒卵形、長さ約2 mm、裏面に網目模様がある。

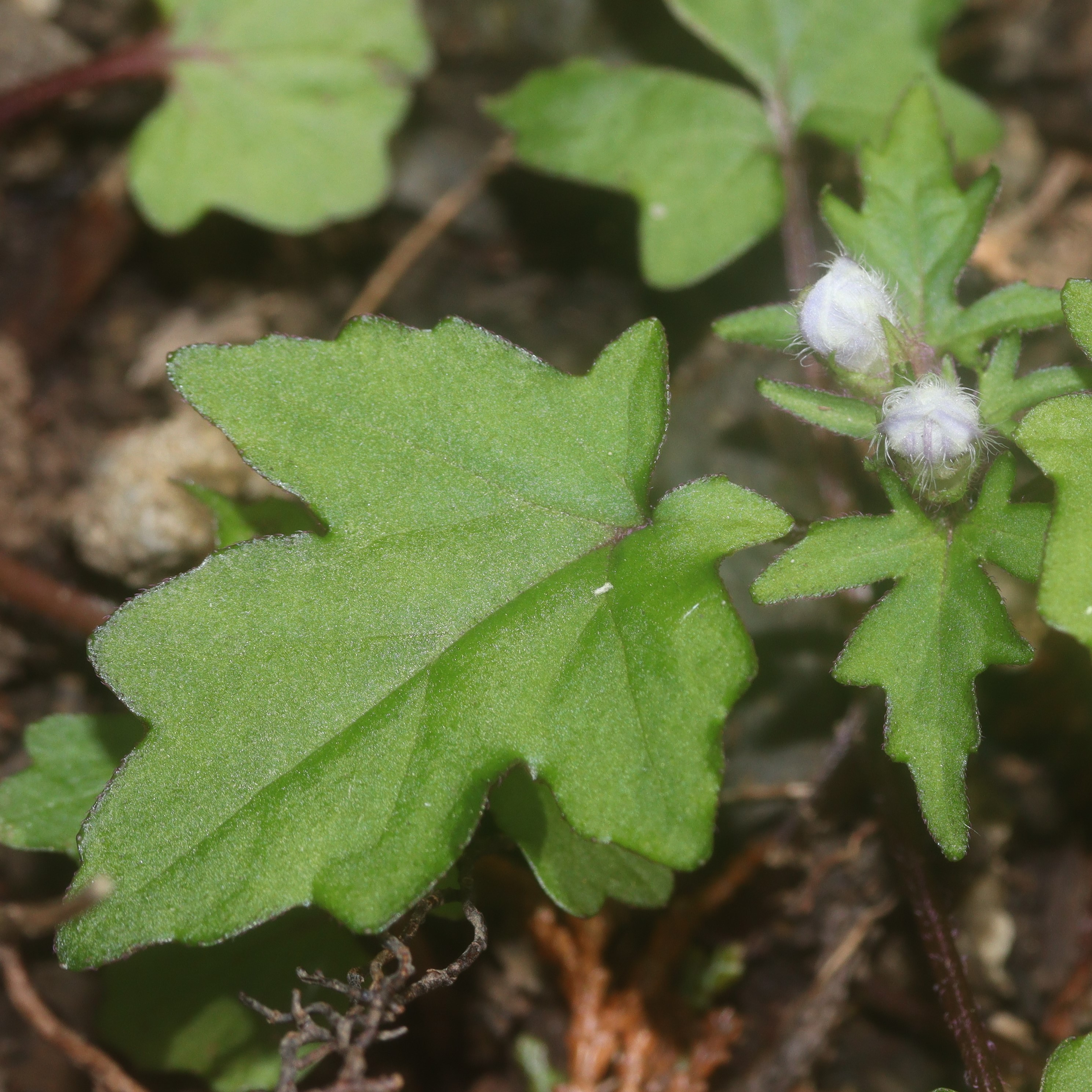
葉は5角状心形で、葉柄がある
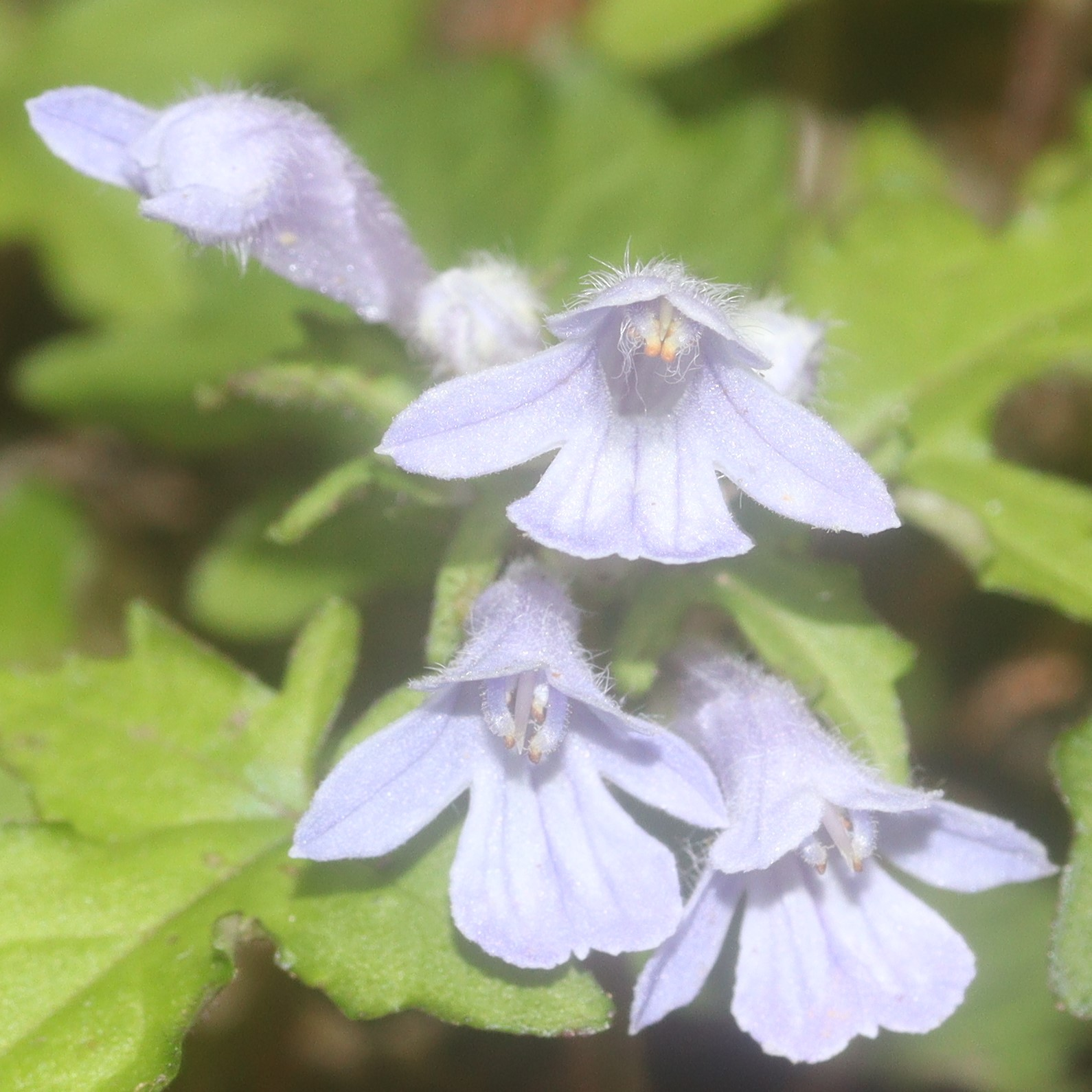
花冠に長い筒があり、上唇は2裂し、下唇は3裂する

## 分布と生育環境

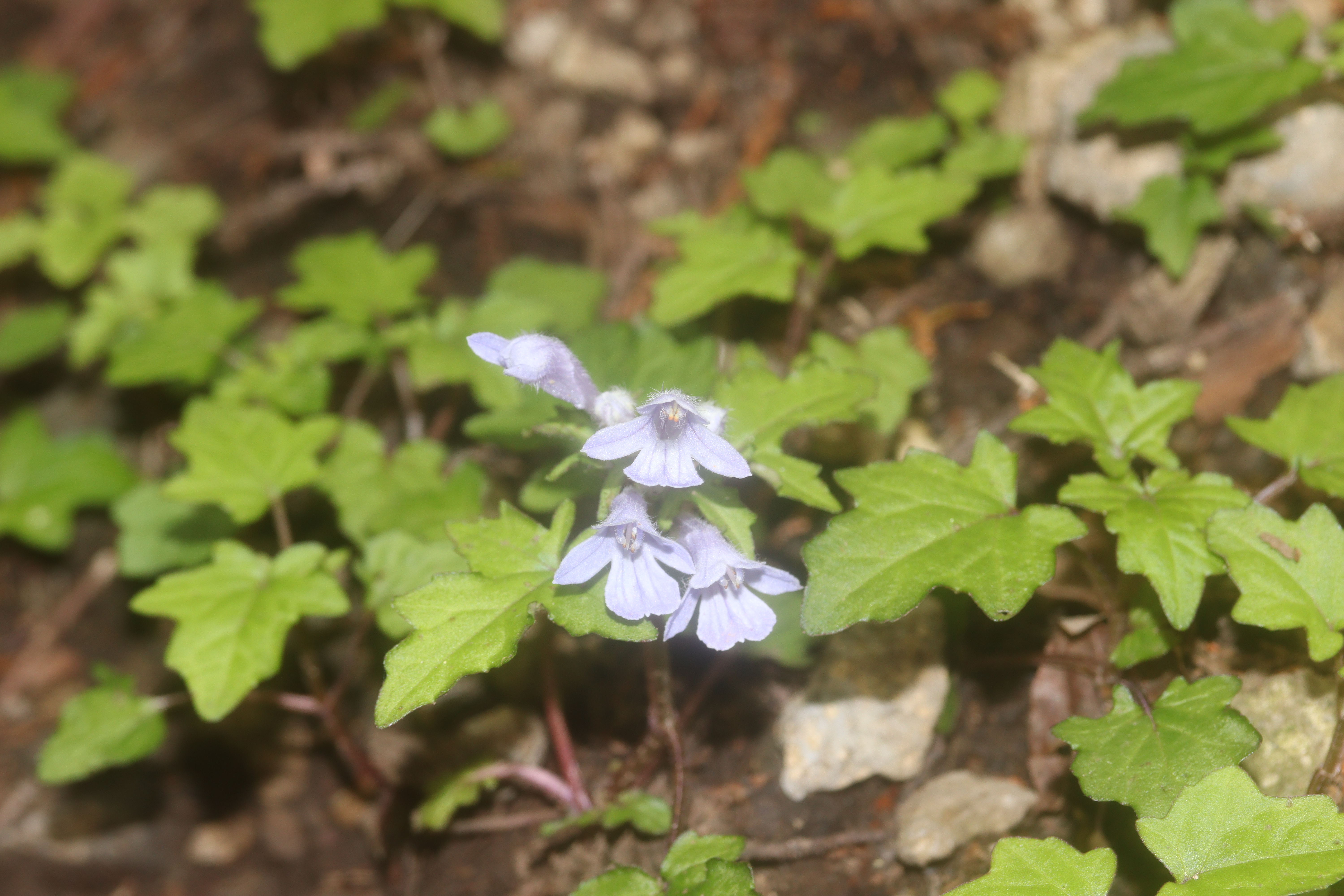
山地の木陰に生育するオウギカズラ

日本の固有種で、本州、四国、九州に分布する。
山地の木陰に生育する。

## 種の保全状況評価
日本では環境省によるレッドリストの指定を受けていない。また以下の都道府県でレッドリストの指定を受けている。
- 絶滅 - 京都府[6]
- 絶滅危惧I類 - 岐阜県[8]
- 絶滅危惧II類 - 大阪府[9]、島根県[10]、宮崎県[11]
- Bランク - 兵庫県[12]
- 準絶滅危惧（NT） - 埼玉県[13]、三重県[14]、滋賀県、和歌山県[15]
- 希少種 - 奈良県[16]